# Aladyn (serial animowany)
Aladyn (ang. Aladdin, 1994-1995) – amerykański serial animowany bazujący na filmie z 1992 roku, pod tym samym tytułem – Aladyn.
Po dziesięciu latach i dziewięciu miesiącach nieobecności serial pojawił się 5 października 2015 roku na antenie Disney Junior (w drugiej wersji dubbingu).
Bohaterami serialu są Aladyn, Dżin, Dżasmina, Jago, Abu oraz Czarodziejski Dywan. W wielu odcinkach pojawia się również Sułtan – ojciec Dżasminy.
Serial liczy 86 odcinków. Podzielony jest na 3 serie: I seria (odcinki 1-65) – 65 odcinków, II seria (odcinki 66-78) – 13 odcinków, III seria (odcinki 79-86) – 8 odcinków.
Pozostałe filmy pełnometrażowe z Aladynem w roli głównej to: Aladyn: Powrót Dżafara (1994) oraz Aladyn i król złodziei (1996).

## Wersja polska

### Pierwsza wersja dubbingu (odcinki 1-58)
Udział wzięli:
- Paweł Tucholski – Aladyn
- Katarzyna Skrzynecka – Dżasmina (odc. 1-40)
- Olga Bończyk – Dżasmina (odc. 43-56)
- Ryszard Nawrocki –
  - Jago,
  - Strażnik Kamienia Przeznaczenia (odc. 32-33)
- Krzysztof Tyniec – Dżin
- Stanisław Brudny –
  - Sułtan,
  - Hamed (odc. 44)
- Jerzy Bończak –
  - Abis Mal,
  - Abnor Mal (odc. 44)
- Mariusz Leszczyński –
  - Razoul (niektóre odcinki),
  - handlarz #1 (odc. 15)
- Marcin Sosnowski –
  - Razoul (niektóre odcinki),
  - jeden z rabusiów (odc. 11),
  - Hamar (odc. 17)
- Eugeniusz Robaczewski – Fazahl
- Andrzej Gawroński –
  - Haroud,
  - Xerxes (odc. 9, 12, 24, 49),
  - piaskowy robal (odc. 14),
  - handlarz #2 (odc. 15),
  - Beduin #1 (odc. 18),
  - Hakim (odc. 18),
  - kapitan zatopionego statku (odc. 26),
  - Aziz (odc. 32-33)
- Ryszard Olesiński –
  - Mechanicles (odc. 2, 15, 17-18, 20, 26),
  - Nefir Hasenuf (odc. 8, 34),
  - Dominus Tusk (odc. 17)
- Wojciech Machnicki – Książę Wazu (odc. 4, 22)
- Julita Kożuszek-Borsuk – Yani (odc. 5)
- Dorota Lanton –
  - Kaveed (odc. 5),
  - Dhandi (odc. 35)
- Andrzej Blumenfeld –
  - Sułtan Pizza a’la stek (odc. 8),
  - Wazeer (odc. 31)
- Marcin Troński – Samir (odc. 8)
- Piotr Szwedes – Mozenrath (odc. 9, 12, 24, 49)
- Jarosław Boberek –
  - Amin Damoola (odc. 11),
  - mieszkaniec osady #2 (odc. 15),
  - Gregarius (odc. 20),
  - kaczor (odc. 40),
  - rolnik #1 (odc. 40),
  - Chaos (odc. 51)
- Hanna Kiss –
  - Oopo (odc. 13),
  - chłopiec (odc. 17)
- Marek Frąckowiak –
  - Omar (odc. 1, 33)
  - Ding (odc. 13),
  - piaskowa bestia (odc. 14),
  - Beduin #2 (odc. 18),
  - Harun (odc. 31),
- Joanna Pałucka – Sadira (odc. 14, 27)
- Henryk Łapiński –
  - mieszkaniec osady #1 (odc. 15),
  - ślepiec ostrzegający Dżasminę (odc. 22)
- Aleksander Gawroński – jeden ze strażników Agrabahu (odc. 16)
- Agata Gawrońska –
  - Wahid (odc. 17),
  - chłopiec (odc. 28)
- Zofia Gładyszewska – kobieta z sakiewką złota (odc. 17)
- Andrzej Arciszewski – Szaman Ziggarock (odc. 21)
- Jerzy Słonka –
  - Farouk (odc. 21-22, 28, 40),
  - mieszkańcy Ziggarock (odc. 21)
- Jan Kulczycki –
  - złodziej (odc. 22),
  - hodowca kaczek (odc. 40)
- Jacek Czyż – Kapitan Albatros (odc. 26)
- Norbert Jonak – Król Mamond (odc. 31)
- Magdalena Wołłejko – Fatima (odc. 32-33)
- Mirosław Zbrojewicz –
  - Minos (odc. 32-33),
  - Sutinaj (odc. 38),
  - Razoul (odc. 39),
  - rolnik #2 (odc. 40)
  - Odiferańczyk #1 (odc. 41),
  - Uncouthma (odc. 41)
- Włodzimierz Bednarski – Generał Gouda (odc. 34)
- Dariusz Odija –
  - Książę Niezgraba (odc. 34),
  - Generał Gouda (odc. 41),
  - Odiferańczyk #2 (odc. 41),
  - Arbutus (odc. 48)
- Joanna Wizmur – Dżini (odc. 35)
- Miriam Aleksandrowicz – Mirage (odc. 36, 43, 51)
- Andrzej Tomecki – Hakim (odc. 39)
- Tadeusz Borowski – burmistrz Pei Ling (odc. 42)
- Barbara Bursztynowicz – Saleen (odc. 52)
- Mieczysław Morański
- Ewa Smolińska – Mirage
- Wiesław Machowski – Omar
- Emilia Krakowska
- Elżbieta Kopocińska
- Wojciech Paszkowski
- Krzysztof Stelmaszyk

i inni
Wersja polska: Studio Opracowań Filmów w Warszawie

Reżyser: 
- Maria Piotrowska (odc. 1-15, 48-51),
- Halina Chrobak (odc. 16-40)

Dialogi:
- Elżbieta Łopatniukowa (odc. 1-3, 10, 13, 21-24, 38-40),
- Grażyna Dyksińska-Rogalska (odc. 4-7, 9, 11, 16-18, 20, 27-31, 34-35, 41-46),
- Krystyna Skibińska-Subocz (odc. 8, 14),
- Stanisława Dziedziczak (odc. 12, 15, 19, 25-26, 32-33, 36-37),
- Jan Moes (odc. 47-48, 51, 54-58),
- Monika Zalewska (odc. 49-50, 52-53)

Tekst piosenki: Filip Łobodziński

Dźwięk:
- Alina Hojnacka-Przeździak (odc. 1-46, 48),
- Marcin Ejsmund (odc. 47, 49-58)

Montaż:
- Gabriela Turant-Wiśniewska (odc. 1-46),
- Halina Ryszowiecka (odc. 47-58)

Kierownik produkcji:
- Mieczysława Kucharska (odc. 1-40, 47-58),
- Ala Siejko (odc. 41-46)

Śpiewał: Jacek Wójcicki
Lektor: Tadeusz Borowski

### Druga wersja dubbingu
Opracowanie i udźwiękowienie wersji polskiej: na zlecenie Disney Character Voices International – Studio Sonica

Reżyseria: Jerzy Dominik

Dialogi polskie: Barbara Robaczewska

Dźwięk i montaż:
- Zdzisław Zieliński (odc. 1-7, 10, 36, 41-46),
- Sławomir Czwórnóg,
- Jerzy Januszewski

Organizacja produkcji:
- Elżbieta Kręciejewska (odc. 1-5, 7, 10, 36, 41-42),
- Beata Aleksandra Kawka (odc. 6, 43-46)

Udział wzięli:
- Jacek Sołtysiak – Aladyn
- Olga Bończyk – Dżasmina
- Ryszard Nawrocki – Jago
- Krzysztof Tyniec – Dżin
- Stanisław Brudny – Sułtan
- Mieczysław Morański –
  - Abis Mal,
  - Ayam Aghoul
- Tomasz Marzecki –
  - Razoul,
  - głos ifreta (odc. 3),
  - Odiferańczyk #1 (odc. 41),
  - burmistrz Pei Ling (odc. 42),
  - Khartoum
- Wojciech Paszkowski –
  - Abu,
  - Fazahl (odc. 1, 4),
  - Frigeed (odc. 3),
  - sprzedawca na bazarze (odc. 10),
  - kupiec (odc. 41),
  - Xerxes
- Marek Obertyn –
  - Akbar (odc. 2, 5, 45),
  - Magma (odc. 45)
  - Murk
- Mariusz Leszczyński –
  - Haroud (odc. 1, 5, 45),
  - Odum (odc. 41)
- Jacek Kawalec – Mechanikles (odc. 2)
- Anna Apostolakis –
  - kobieta (odc. 2),
  - Brunhilda (odc. 41)
- Andrzej Blumenfeld –
  - Błotny Sułtan (odc. 4),
  - Abnor Mal (odc. 44)
- Karolina Frączak – Yani (odc. 5)
- Franek Radzikowski – Kaveed (odc. 5)
- Agnieszka Matysiak –
  - Thundra (odc. 6),
  - Mirage (odc. 36, 43)
- Katarzyna Tatarak –
  - chłopiec (odc. 6),
  - chłopiec (odc. 43),
- Beata Jankowska –
  - Saleen (odc. 10),
  - mieszkanka Pei Ling (odc. 42)
- Krzysztof Zakrzewski –
  - sprzedawca wody (odc. 10),
  - sprzedawca orzeszków (odc. 10),
  - Generał Gouda (odc. 41)
- Paweł Szczesny –
  - Uncouthma (odc. 41),
  - mieszkaniec wioski (odc. 43)
- Krzysztof Kołbasiuk – Odiferańczyk #2 (odc. 41)
- Kacper Kuszewski – Zin Lao (odc. 42)
- Jacek Kopczyński –
  - Mozenrath,
  - Zang (odc. 42)
- Zygmunt Kołodziejski – Hamed (odc. 44)
- Janusz Bukowski – Nefir (odc. 46)
- Anna Sroka – Eden
- Andrzej Gawroński

i inni
Kierownictwo muzyczne: Marek Klimczuk

Tekst piosenki: Filip Łobodziński

Śpiewał: Jacek Wójcicki
Lektor: Jerzy Dominik (późniejsze odcinki)

## Spis odcinków
| Premiera odcinka (TVP1) | Premiera odcinka (Disney Junior) | Nr | Polski tytuł (Studio Opracowań Filmów w Warszawie) | Polski tytuł (Disney Character Voices International)         | Angielski tytuł                 |
| ----------------------- | -------------------------------- | -- | -------------------------------------------------- | ------------------------------------------------------------ | ------------------------------- |
|                         |                                  |    |                                                    |                                                              |                                 |
| SERIA PIERWSZA          |                                  |    |                                                    |                                                              |                                 |
|                         |                                  |    |                                                    |                                                              |                                 |
| 18.11.1995              | 05.10.2015                       | 01 | Złote pióra                                        | Koledzy po piórze                                            | Air Feathered Friends           |
|                         |                                  |    |                                                    |                                                              |                                 |
| 25.11.1995              | 06.10.2015                       | 02 | Dobrana para                                       | Dobrana para                                                 | The Flawed Couple               |
|                         |                                  |    |                                                    |                                                              |                                 |
| 02.12.1995              | 07.10.2015                       | 03 | Dyskretny urok mroźnej północy                     | Lody i ludzie                                                | Of Ice and Men                  |
|                         |                                  |    |                                                    |                                                              |                                 |
| 09.12.1995              | 08.10.2015                       | 04 | Błotny dzień                                       | Bardzo błotny dzień                                          | Mudder’s Day                    |
|                         |                                  |    |                                                    |                                                              |                                 |
| 16.12.1995              | 09.10.2015                       | 05 | Uwikłani w opowieściach                            | Opowieść z morałem                                           | Caught by the Tale              |
|                         |                                  |    |                                                    |                                                              |                                 |
| 30.12.1995              | 10.10.2015                       | 06 | Ptasia pogoda                                      | Pierzasta pogoda                                             | Fowl Weather                    |
|                         |                                  |    |                                                    |                                                              |                                 |
| 06.01.1996              | odc. pominięty                   | 07 | Doskonale chronione jajo                           | Jajko i żeberka ––– odcinka nie wyemitowano w tej wersji ––– | Egg-stra Protection             |
|                         |                                  |    |                                                    |                                                              |                                 |
| 13.01.1996              | 12.10.2015                       | 08 | Ostatni taniec                                     | ––– odcinka nie wyemitowano w tej wersji –––                 | Never Say Nefir                 |
|                         |                                  |    |                                                    |                                                              |                                 |
| 20.01.1996              | 13.10.2015                       | 09 | Cytadela                                           | ––– odcinka nie wyemitowano w tej wersji –––                 | The Citadel                     |
|                         |                                  |    |                                                    |                                                              |                                 |
| 27.01.1996              | 14.10.2015                       | 10 | To proste, moja droga Dżasmino                     | Zwodniczy plan                                               | Elemental, My Dear Jasmine      |
|                         |                                  |    |                                                    |                                                              |                                 |
| 03.02.1996              | 15.10.2015                       | 11 | Nawrócony złodziejaszek                            | ––– odcinka nie wyemitowano w tej wersji –––                 | To Cure a Thief                 |
|                         |                                  |    |                                                    |                                                              |                                 |
| 10.02.1996              | 16.10.2015                       | 12 | Tajemna broń Mozenratha                            | ––– odcinka nie wyemitowano w tej wersji –––                 | The Wind Jackal of Mozenrath    |
|                         |                                  |    |                                                    |                                                              |                                 |
| 17.02.1996              | 17.10.2015                       | 13 | Gra                                                | ––– odcinka nie wyemitowano w tej wersji –––                 | The Game                        |
|                         |                                  |    |                                                    |                                                              |                                 |
| 24.02.1996              | 18.10.2015                       | 14 | Piaskowa bestia                                    | ––– odcinka nie wyemitowano w tej wersji –––                 | Strike Up the Sand              |
|                         |                                  |    |                                                    |                                                              |                                 |
| 02.03.1996              | 19.10.2015                       | 15 | Złocista plaga                                     | ––– odcinka nie wyemitowano w tej wersji –––                 | Getting the Bugs Out            |
|                         |                                  |    |                                                    |                                                              |                                 |
| 09.03.1996              | 20.10.2015                       | 16 | Róża zapomnienia                                   | ––– odcinka nie wyemitowano w tej wersji –––                 | Forget Me Lots                  |
|                         |                                  |    |                                                    |                                                              |                                 |
| 16.03.1996              | 21.10.2015                       | 17 | Mechaniczny bohater                                | ––– odcinka nie wyemitowano w tej wersji –––                 | A Clockwork Hero                |
|                         |                                  |    |                                                    |                                                              |                                 |
| 23.03.1996              | 22.10.2015                       | 18 | Dobre maniery Aladyna                              | ––– odcinka nie wyemitowano w tej wersji –––                 | My Fair Aladdin                 |
|                         |                                  |    |                                                    |                                                              |                                 |
| 30.03.1996              | 23.10.2015                       | 19 | Czary w świetle księżyca                           | ––– odcinka nie wyemitowano w tej wersji –––                 | Moonlight Madness               |
|                         |                                  |    |                                                    |                                                              |                                 |
| 06.04.1996              | 24.10.2015                       | 20 | Roboty dają się lubić                              | ––– odcinka nie wyemitowano w tej wersji –––                 | I Never Mechanism I Didn’t Like |
|                         |                                  |    |                                                    |                                                              |                                 |
| 13.04.1996              | 25.10.2015                       | 21 | Siła złego na małego                               | ––– odcinka nie wyemitowano w tej wersji –––                 | Much Abu About Something        |
|                         |                                  |    |                                                    |                                                              |                                 |
| 20.04.1996              | 26.10.2015                       | 22 | Szczurza dola                                      | ––– odcinka nie wyemitowano w tej wersji –––                 | Do the Rat Thing                |
|                         |                                  |    |                                                    |                                                              |                                 |
| 27.04.1996              | odc. pominięty                   | 23 | Co kraj to obyczaj                                 | ––– odcinka nie wyemitowano w tej wersji –––                 | Stinkerbelle                    |
|                         |                                  |    |                                                    |                                                              |                                 |
| 04.05.1996              | 28.10.2015                       | 24 | Tajemnica zabójczej skały                          | ––– odcinka nie wyemitowano w tej wersji –––                 | The Secret of Dagger Rock       |
|                         |                                  |    |                                                    |                                                              |                                 |
| 11.05.1996              | odc. pominięty                   | 25 | Przegrałaś, głowo                                  | ––– odcinka nie wyemitowano w tej wersji –––                 | Heads, You Lose                 |
|                         |                                  |    |                                                    |                                                              |                                 |
| 18.05.1996              | 30.10.2015                       | 26 | W trosce o świat                                   | ––– odcinka nie wyemitowano w tej wersji –––                 | Plunder the Sea                 |
|                         |                                  |    |                                                    |                                                              |                                 |
| 25.05.1996              | 31.10.2015                       | 27 | Zaczarowany piasek                                 | ––– odcinka nie wyemitowano w tej wersji –––                 | Sand Switch                     |
|                         |                                  |    |                                                    |                                                              |                                 |
| 01.06.1996              | 01.11.2015                       | 28 | Pajęczyna strachu                                  | ––– odcinka nie wyemitowano w tej wersji –––                 | Web of Fear                     |
|                         |                                  |    |                                                    |                                                              |                                 |
| 08.06.1996              | odc. pominięty                   | 29 | Kraina umarłych                                    | ––– odcinka nie wyemitowano w tej wersji –––                 | As the Netherworld Turns        |
|                         |                                  |    |                                                    |                                                              |                                 |
| 15.06.1996              | odc. pominięty                   | 30 | Deszcz strachu                                     | ––– odcinka nie wyemitowano w tej wersji –––                 | Rain of Terror                  |
|                         |                                  |    |                                                    |                                                              |                                 |
| 22.06.1996              | 04.11.2015                       | 31 | Skutki złego humoru                                | ––– odcinka nie wyemitowano w tej wersji –––                 | Bad Moon Rising                 |
|                         |                                  |    |                                                    |                                                              |                                 |
| 29.06.1996              | 05.11.2015                       | 32 | Wspomnienia z dawnych czasów                       | ––– odcinków nie wyemitowano w tej wersji –––                | Seems Like Old Crimes           |
| 06.07.1996              | 06.11.2015                       | 33 | Wspomnienia z dawnych czasów                       | ––– odcinków nie wyemitowano w tej wersji –––                | Seems Like Old Crimes           |
|                         |                                  |    |                                                    |                                                              |                                 |
| 13.07.1996              | 07.11.2015                       | 34 | Tak wojowaliśmy                                    | ––– odcinka nie wyemitowano w tej wersji –––                 | The Way We War                  |
|                         |                                  |    |                                                    |                                                              |                                 |
| 20.07.1996              | 08.11.2015                       | 35 | Czarująca Genie                                    | ––– odcinka nie wyemitowano w tej wersji –––                 | Some Enchanted Genie            |
|                         |                                  |    |                                                    |                                                              |                                 |
| 27.07.1996              | 09.11.2015                       | 36 | Cień wątpliwości                                   | Cień wątpliwości                                             | Shadow of a Doubt               |
|                         |                                  |    |                                                    |                                                              |                                 |
| 03.08.1996              | odc. pominięty                   | 37 | Nieoczekiwane spotkanie                            | ––– odcinka nie wyemitowano w tej wersji –––                 | The Love Bug                    |
|                         |                                  |    |                                                    |                                                              |                                 |
| 10.08.1996              | 11.11.2015                       | 38 | Nie ma dymu bez ognia                              | ––– odcinka nie wyemitowano w tej wersji –––                 | The Vapor Chase                 |
|                         |                                  |    |                                                    |                                                              |                                 |
| 17.08.1996              | 12.11.2015                       | 39 | Kamień z serca                                     | ––– odcinka nie wyemitowano w tej wersji –––                 | The Day the Bird Stood Still    |
|                         |                                  |    |                                                    |                                                              |                                 |
| 24.08.1996              | 13.11.2015                       | 40 | Władza dla papugi                                  | ––– odcinka nie wyemitowano w tej wersji –––                 | Power to the Parrot             |
|                         |                                  |    |                                                    |                                                              |                                 |
| 31.08.1996              | 14.11.2015                       | 41 | To pachnie kłopotami                               | Tu pachnie kłopotami                                         | Smells Like Trouble             |
|                         |                                  |    |                                                    |                                                              |                                 |
| 13.09.1997              | 15.11.2015                       | 42 | Walka przeciwieństw                                | Kosmiczna równowaga                                          | Opposites Detract               |
|                         |                                  |    |                                                    |                                                              |                                 |
| 20.09.1997              | 16.11.2015                       | 43 | W samym sercu strachu                              | Gorący powiew strachu                                        | In the Heat of the Fright       |
|                         |                                  |    |                                                    |                                                              |                                 |
| 27.09.1997              | 17.11.2015                       | 44 | Zgubiony i znaleziony                              | Tu założymy miasto                                           | Lost and Founded                |
|                         |                                  |    |                                                    |                                                              |                                 |
| 04.10.1997              | 18.11.2015                       | 45 | Starszy i mądrzejszy                               | Siła sugestii                                                | Smolder and Wiser               |
|                         |                                  |    |                                                    |                                                              |                                 |
| 11.10.1997              | 19.11.2015                       | 46 | Misja dla czarta                                   | Złoto dla zachłannych                                        | Mission: Imp Possible           |
|                         |                                  |    |                                                    |                                                              |                                 |
| 18.10.1997              | odc. pominięty                   | 47 | Człowiek śniegu                                    | ––– odcinka nie wyemitowano w tej wersji –––                 | Snowman is an Island            |
|                         |                                  |    |                                                    |                                                              |                                 |
| 25.10.1997              | 21.11.2015                       | 48 | Złowrogi ogród                                     | ––– odcinka nie wyemitowano w tej wersji –––                 | Garden of Evil                  |
|                         |                                  |    |                                                    |                                                              |                                 |
| 01.11.1997              | 22.11.2015                       | 49 | Zaginione miasto słońca                            | ––– odcinka nie wyemitowano w tej wersji –––                 | The Lost City of the Sun        |
|                         |                                  |    |                                                    |                                                              |                                 |
| 15.11.1997              | odc. pominięty                   | 50 | Noc żywego błota                                   | ––– odcinka nie wyemitowano w tej wersji –––                 | Night of the Living Mud         |
|                         |                                  |    |                                                    |                                                              |                                 |
| 22.11.1997              | 24.11.2015                       | 51 | Kiedy pojawia się chaos                            | ––– odcinka nie wyemitowano w tej wersji –––                 | When Chaos Comes Calling        |
|                         |                                  |    |                                                    |                                                              |                                 |
| 29.11.1997              | 25.11.2015                       | 52 | Niełatwo być rekinem                               | ––– odcinka nie wyemitowano w tej wersji –––                 | Shark Treatment                 |
|                         |                                  |    |                                                    |                                                              |                                 |
| 06.12.1997              | odc. pominięty                   | 53 | Uzbrojony i niebezpieczny                          | ––– odcinka nie wyemitowano w tej wersji –––                 | Armored and Dangerous           |
|                         |                                  |    |                                                    |                                                              |                                 |
| 13.12.1997              | odc. pominięty                   | 54 | Błędny rycerz                                      | ––– odcinka nie wyemitowano w tej wersji –––                 | Dune Quixote                    |
|                         |                                  |    |                                                    |                                                              |                                 |
| 20.12.1997              |                                  | 55 | Przerażające konieczności                          |                                                              | Scare Necessities               |
|                         |                                  |    |                                                    |                                                              |                                 |
| 27.12.1997              |                                  | 56 | Królestwo czarnego piasku                          |                                                              | Black Sand                      |
|                         |                                  |    |                                                    |                                                              |                                 |
| 04.04.1998              |                                  | 57 | Królestwo zwierząt                                 |                                                              | The Animal Kingdom              |
|                         |                                  |    |                                                    |                                                              |                                 |
| 11.04.1998              |                                  | 58 | Dżin o siedmiu obliczach                           |                                                              | The Seven Faces of Genie        |
|                         |                                  |    |                                                    |                                                              |                                 |
| 18.04.1998              |                                  | 59 | ––– odcinka nie zdubbingowano w tej wersji –––     | Biedny Jago                                                  | Poor Iago                       |
|                         |                                  |    |                                                    |                                                              |                                 |
| 25.04.1998              |                                  | 60 | ––– odcinka nie zdubbingowano w tej wersji –––     | Historia pewnego listu                                       | From Hippsodeth, With Love      |
|                         |                                  |    |                                                    |                                                              |                                 |
| 02.05.1998              |                                  | 61 | ––– odcinka nie zdubbingowano w tej wersji –––     | Bohater przedostatniej akcji                                 | Vocal Hero                      |
|                         |                                  |    |                                                    |                                                              |                                 |
| 09.05.1998              |                                  | 62 | ––– odcinka nie zdubbingowano w tej wersji –––     | Powrót latającego węża                                       | The Return of Malcho            |
|                         |                                  |    |                                                    |                                                              |                                 |
| 09.09.2000              |                                  | 63 | ––– odcinka nie zdubbingowano w tej wersji –––     | Ogniste przeznaczenie                                        | Destiny on Fire                 |
|                         |                                  |    |                                                    |                                                              |                                 |
| 16.09.2000              |                                  | 64 | ––– odcinka nie zdubbingowano w tej wersji –––     | Odlotowa zabawa                                              | Love at First Sprite            |
|                         |                                  |    |                                                    |                                                              |                                 |
| 23.09.2000              |                                  | 65 | ––– odcinka nie zdubbingowano w tej wersji –––     | Pustynia przeznaczenia                                       | The Sands of Fate               |
|                         |                                  |    |                                                    |                                                              |                                 |
| SERIA DRUGA             |                                  |    |                                                    |                                                              |                                 |
|                         |                                  |    |                                                    |                                                              |                                 |
| 30.09.2000              |                                  | 66 | ––– odcinka nie zdubbingowano w tej wersji –––     | Dyskretny urok wyższych sfer                                 | That Stinking Feeling           |
|                         |                                  |    |                                                    |                                                              |                                 |
| 07.10.2000              |                                  | 67 | ––– odcinka nie zdubbingowano w tej wersji –––     | Niezłe ziółko                                                | The Spice Is Right              |
|                         |                                  |    |                                                    |                                                              |                                 |
| 14.10.2000              |                                  | 68 | ––– odcinka nie zdubbingowano w tej wersji –––     | Polowanie na piaskowego rekina                               | Raiders of the Lost Shark       |
|                         |                                  |    |                                                    |                                                              |                                 |
| 21.10.2000              |                                  | 69 | ––– odcinka nie zdubbingowano w tej wersji –––     | Przepowiednia                                                | The Prophet Motive              |
|                         |                                  |    |                                                    |                                                              |                                 |
| 28.10.2000              |                                  | 70 | ––– odcinka nie zdubbingowano w tej wersji –––     | Polowanie na dżina                                           | Genie Hunt                      |
|                         |                                  |    |                                                    |                                                              |                                 |
| 04.11.2000              |                                  | 71 | ––– odcinka nie zdubbingowano w tej wersji –––     | Bohater o tysiącu piór                                       | Hero with a Thousand Feathers   |
|                         |                                  |    |                                                    |                                                              |                                 |
| 11.11.2000              |                                  | 72 | ––– odcinka nie zdubbingowano w tej wersji –––     | Którędy droga, Wiedźmo?                                      | Witch Way Did She Go?           |
|                         |                                  |    |                                                    |                                                              |                                 |
| 18.11.2000              |                                  | 73 | ––– odcinka nie zdubbingowano w tej wersji –––     | Sułtan sobie radę da                                         | A Sultan Worth His Salt         |
|                         |                                  |    |                                                    |                                                              |                                 |
| 25.11.2000              |                                  | 74 | ––– odcinka nie zdubbingowano w tej wersji –––     | Brzydal i bestia                                             | Beast or Famine                 |
|                         |                                  |    |                                                    |                                                              |                                 |
| 02.12.2000              |                                  | 75 | ––– odcinka nie zdubbingowano w tej wersji –––     | Zakichany dżin                                               | Sneeze the Day                  |
|                         |                                  |    |                                                    |                                                              |                                 |
| 09.12.2000              |                                  | 76 | ––– odcinka nie zdubbingowano w tej wersji –––     | Zło czai się na dnie                                         | Sea No Evil                     |
|                         |                                  |    |                                                    |                                                              |                                 |
| 16.12.2000              |                                  | 77 | ––– odcinka nie zdubbingowano w tej wersji –––     | Zagubione dzieci                                             | The Lost Ones                   |
|                         |                                  |    |                                                    |                                                              |                                 |
| 23.12.2000              |                                  | 78 | ––– odcinka nie zdubbingowano w tej wersji –––     | Kto kocha nie błądzi                                         | Eye Of The Beholder             |
|                         |                                  |    |                                                    |                                                              |                                 |
| SERIA TRZECIA           |                                  |    |                                                    |                                                              |                                 |
|                         |                                  |    |                                                    |                                                              |                                 |
| 13.11.2004              | odc. nieemitowany                | 79 | ––– odcinka nie zdubbingowano w tej wersji –––     | Ścigany                                                      | The Hunted                      |
|                         |                                  |    |                                                    |                                                              |                                 |
| 20.11.2004              | odc. nieemitowany                | 80 | ––– odcinka nie zdubbingowano w tej wersji –––     | Jeźdźcy z Ramondu                                            | Riders Redux                    |
|                         |                                  |    |                                                    |                                                              |                                 |
| 27.11.2004              | odc. nieemitowany                | 81 | ––– odcinka nie zdubbingowano w tej wersji –––     | Uśpione miasto                                               | While the City Snoozes          |
|                         |                                  |    |                                                    |                                                              |                                 |
| 04.12.2004              | odc. nieemitowany                | 82 | ––– odcinka nie zdubbingowano w tej wersji –––     | Zjawa                                                        | The Ethereal                    |
|                         |                                  |    |                                                    |                                                              |                                 |
| 11.12.2004              | odc. nieemitowany                | 83 | ––– odcinka nie zdubbingowano w tej wersji –––     | Wielki rozłam                                                | The Great Rift                  |
|                         |                                  |    |                                                    |                                                              |                                 |
| 18.12.2004              | odc. nieemitowany                | 84 | ––– odcinka nie zdubbingowano w tej wersji –––     | Księga Khartouma                                             | The Book Of Khartoum            |
|                         |                                  |    |                                                    |                                                              |                                 |
| 25.12.2004              | odc. nieemitowany                | 85 | ––– odcinka nie zdubbingowano w tej wersji –––     | Dwóch w jednym                                               | Two to Tangle                   |
|                         |                                  |    |                                                    |                                                              |                                 |
| 01.01.2005              | odc. nieemitowany                | 86 | ––– odcinka nie zdubbingowano w tej wersji –––     | Cień – przyjaciel człowieka                                  | The Shadow Knows                |
|                         |                                  |    |                                                    |                                                              |                                 |